# Talanites
Genre
Synonymes
- Rachodrassus Chamberlin, 1922
- Drassyllochemmis Gertsch & Davis, 1936

Talanites est un genre d'araignées aranéomorphes de la famille des Gnaphosidae.

## Distribution
Les espèces de ce genre se rencontrent en écozones holarctique et indomalaise.

## Liste des espèces
Selon World Spider Catalog (version 26, 11/03/2025) :
- Talanites alexeevi Ponomarev, 2020
- Talanites atscharicus Mcheidze, 1946
- Talanites captiosus (Gertsch & Davis, 1936)
- Talanites cavernicola Thorell, 1897
- Talanites dunini Platnick & Ovtsharenko, 1991
- Talanites echinus (Chamberlin, 1922)
- Talanites exlineae (Platnick & Shadab, 1976)
- Talanites farsensis Zamani & Marusik, 2024
- Talanites fervidus Simon, 1893
- Talanites gilgamesh Al-Khazali, 2024
- Talanites involutus (O. Pickard-Cambridge, 1885)
- Talanites mikhailovi Platnick & Ovtsharenko, 1991
- Talanites moodyae Platnick & Ovtsharenko, 1991
- Talanites ornatus (O. Pickard-Cambridge, 1874)
- Talanites sakastanicus Zamani & Marusik, 2025
- Talanites santschii Dalmas, 1918
- Talanites strandi Spassky, 1940
- Talanites sumericus Zamani & Marusik, 2022
- Talanites thorelli Ponomarev, 2020
- Talanites tibialis Caporiacco, 1934
- Talanites ubicki Platnick & Ovtsharenko, 1991

## Systématique et taxinomie
Ce genre a été décrit par Simon en 1893 dans les Drassidae.
Drassyllochemmis a été placé en synonymie par Platnick et Shadab en 1976.
Rachodrassus a été placé en synonymie par Platnick et Ovtsharenko en 1991.

## Publication originale
- Simon, 1893 : Histoire naturelle des araignées. Paris, vol. 1, p. 257-488 (texte intégral).